# Efutus
Efutus, afutus, fetus ou futus são um subgrupo dos guãs do Gana que habitam a Região Central, sobretudo perto de Cape Coast, onde a cidade de Efutu se localiza. Embora guãs, são comumente classificados como fantes pela assimilação que estiveram sujeitos com a expansão dos últimos. Segundo estimativa de 1999, há 80 000 efutus.